# Anthony Phillips (Musiker)

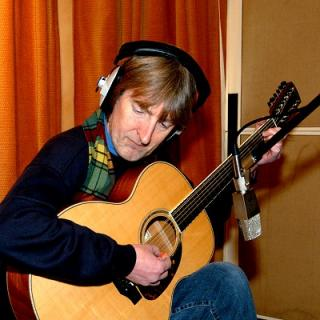
Anthony Phillips, 2005

Anthony Edwin Phillips (* 23. Dezember 1951 in Putney, South London, England) ist ein britischer Musiker. Am bekanntesten ist er als Gründungsmitglied und Gitarrist der Gruppe Genesis, die er 1970 nach zwei Alben verließ. Sein letztes Konzert mit Genesis fand am 18. Juli 1970 im King’s Arms in Haywards Heath statt.

## Leben
Im April 1965 wechselte Phillips auf die private Charterhouse School und lernte dort seinen späteren Bandkollegen Mike Rutherford kennen. In den 1970er Jahren studierte er zunächst Klassische Musik und schrieb nebenbei zusammen mit Rutherford die Musik zu seinem ersten Soloalbum, das nach mehrjährigem sporadischem Arbeiten schließlich 1977 als The Geese and the Ghost erschien. Es ist eine Mischung aus sanften, lyrischen Balladen und längeren Kompositionen, die sich an klassische Strukturen annähern. Die Veröffentlichung fiel mit dem Aufkommen des Punk zusammen und verkaufte sich eher mäßig, wohl vor allem an Genesis-Fans, da auf dem Album auch Mike Rutherford und Phil Collins zu hören sind.
Mit den beiden nächsten Alben, Wise after the Event (1978) und Sides (1979), versuchte Phillips, mit konventioneller Rockmusik ein breiteres Publikum zu finden, stieß aber bei den meisten Fans auf wenig Gegenliebe.
Gleichzeitig erschien die erste Folge der Reihe Private Parts & Pieces. Dort sind in der Regel unkommerzielle, persönliche Tondokumente zu finden, oft Gitarrensoli, aber auch Synthesizermusik und Songs. Auch fand der eine oder andere unveröffentlichte Genesis-Song aus den alten Tagen so den Weg auf Vinyl.
Außerdem erschienen nahezu jährlich Alben von Phillips, die meist nur von Fans wahrgenommen werden. Die Palette reicht dabei von instrumentaler Gitarren- oder Klaviermusik (Twelve) bis neoromantischer Orchestermusik (Tarka, Slow Dance) und Elektronischer Musik (1984).

## Diskografie
- mit Genesis
  - 1969 – From Genesis to Revelation
  - 1970 – Trespass
  - 1998 – Archive I – 1967–1975 (Kompilation)

- solo
  - 1977 The Geese and the Ghost
  - 1978 Wise After the Event
  - 1979 Sides
  - 1981 1984
  - 1983 Invisible Men (als Anthony Phillips Band)
  - 1990 Slow Dance
  - 1994 Sail the World
  - 1995 The “Living Room” Concert
  - 1998 The Archive Collection Volume One
  - 2003 Radio Clyde (Aufnahmen von 1978)
  - 2004 The Archive Collection Volume Two
  - 2005 Field Day
  - 2008 Wildlife
  - 2010 Ahead of the Field
  - 2019 Strings Of Light

- Private Parts & Pieces
  - 1979 Private Parts & Pieces
  - 1980 Private Parts & Pieces II: Back to the Pavilion
  - 1982 Private Parts & Pieces III: Antiques (mit Enrique Berro García)
  - 1984 Private Parts & Pieces IV: A Catch at the Tables
  - 1984 Private Parts & Pieces V: Twelve
  - 1986 Private Parts & Pieces VI: Ivory Moon
  - 1987 Private Parts & Pieces VII: Slow Waves, Soft Stars
  - 1992 Private Parts & Pieces VIII: New England
  - 1996 Private Parts & Pieces IX: Dragonfly Dreams
  - 1999 Private Parts & Pieces X: Soirée
  - 2012 Private Parts & Pieces XI: City of Dreams
  - 2024 Private Parts & Pieces XII: The Golden Hour

- Missing Links
  - 1989 Missing Links Volume One: Finger Painting
  - 1994 Missing Links 2: The Sky Road
  - 1996 Missing Links 3: Time & Tide (mit Guillermo Cazenave)
  - 2009 Missing Links Volume IV: Pathways & Promenades

- Kompilationen
  - 1985 Harvest of the Heart
  - 1995 Anthology
  - 1997 Legend
  - 2002 Soft Vivace
  - 2003 Soundscapes – An Anthology (2CD)

- Sonstiges
  - 1988 Tarka (mit Harry Williamson)
  - 1995 Gypsy Suite (mit Harry Williamson)
  - 1996 The Meadows of Englewood (mit Guillermo Cazenave)
  - 1998 Live Radio Sessions (mit Guillermo Cazenave)
  - 2012 Seventh Heaven (mit Andrew Skeet)

- Wichtige Sessionarbeit
  - 1975 (Various Artists) Beyond an Empty Dream
  - 1977 (Various Artists) Intergalactic Touring Band
  - 1980 Mike Rutherford – Smallcreep’s Day
  - 1982 Camel – The Single Factor
  - 1982 Iva Twydell – Duel
  - 1987 Denis Quinn – Open Secret
  - 1989 Denis Quinn – Mystic Heart
  - 1991 Dennis Quinn (Asha) – Amadora
  - 1996 David Thomas & Ronnie Gunn – The Giants Dance
  - 2004 ProgAid – All Around the World (Single)
  - 2009 Steve Hackett – Out of the Tunnel’s Mouth

- Singles
  - 1979 Um & Aargh
  - 1981 Prelude 84
  - 1984 Sally
  - 1988 The Anthem from Tarka

Quelle: Chronological Release Guide